# Gioachino Rossini
Fra i massimi e più celebri operisti della storia, la sua attività ha spaziato attraverso vari generi musicali, ma è ricordato principalmente per le sue opere famose e celebrate, quali Il barbiere di Siviglia, L'italiana in Algeri, La gazza ladra, La Cenerentola, Il turco in Italia, Tancredi, Semiramide e Guglielmo Tell. Rossini compose la prima opera all'età di quattordici anni e scrisse trentanove opere di rilievo in diciannove anni, prima del suo improvviso abbandono del teatro nel 1829; seguirono decenni in cui Rossini abbandonò l'attività compositiva a livello professionale e fu afflitto da depressione. Morì nella campagna parigina di Passy, dove si era ritirato a vita privata.
Più importante compositore italiano della prima metà del XIX secolo e uno dei più grandi operisti della storia della musica, per la precocità e la velocità di composizione Rossini è stato soprannominato il "Mozart italiano". Definito da Giuseppe Mazzini «un titano. Titano di potenza e d'audacia [...] il Napoleone d'un'epoca musicale», tipico del suo stile era il crescendo orchestrale su una frase ripetuta, immortalato nella locuzione crescendo rossiniano.

## Biografia
Nato a Pesaro (a quel tempo nello Stato Pontificio) il 29 febbraio 1792, da Giuseppe Rossini e Anna Guidarini, il Cigno di Pesaro, come fu definito, impresse al melodramma uno stile destinato a far epoca e del quale chiunque, dopo di lui, avrebbe dovuto tener conto; musicò decine di opere liriche senza limite di genere, dalle farse alle commedie, dalle tragedie alle opere serie e semiserie.
La sua famiglia era di semplici origini: il padre Giuseppe – detto Vivazza (1764-1839) – fervente sostenitore della Rivoluzione francese, era originario di Lugo (Ravenna) e suonava la tromba per professione nella banda cittadina e nelle orchestre locali che appoggiavano le truppe francesi d'occupazione; la madre, Anna Guidarini (1771-1827), era nata a Urbino ed era una cantante di discreta bravura. In ragione delle idee politiche del padre, la famiglia Rossini era costretta a frequenti trasferimenti da una città all'altra delle Legazioni pontificie.
Così il piccolo Rossini trascorse gli anni dell'infanzia o presso la nonna o in viaggio fra Ravenna, Ferrara e Bologna, dove il padre era riparato nel tentativo di sfuggire alla cattura dopo la restaurazione del governo pontificio. A soli 10 anni Gioachino lasciò Pesaro per Lugo, il paese natale del padre; visse nella cittadina romagnola tra il maggio 1802 e il 1805. Il padre gli trovò un insegnante di lettere, uno di matematica, uno di latino e, soprattutto, lo iscrisse a una scuola di musica. I fratelli Giuseppe e Luigi Malerbi, fondatori e direttori della scuola, gli impartirono lezioni di basso cifrato e di composizione. Nel 1804 Rossini scrisse a Lugo la sua prima composizione strumentale, le Sei sonate a quattro. I lughesi, che nel 1859 gli intitolarono il teatro comunale, lo soprannominarono Cignale di Lugo.
 Nel 1804 Rossini, appena dodicenne, si esibì con la madre nel teatro comunale d'Imola. Eseguirono un duetto, poi ciascuno si esibì in solo. Lo zio Francesco Maria Guidarini vide in lui un futuro cantante professionista come contralto. Fece pressioni su Anna affinché Gioachino venisse castrato, ma ella rifiutò.
Successivamente la madre si separò dal padre e si trasferì col figlio a Bologna. Allievo del maestro Giuseppe Prinetti, proseguì gli studi nel canto, nel pianoforte e nella spinetta. Nel 1806, a quattordici anni, Rossini si iscrisse al Liceo musicale bolognese, studiando intensamente composizione e appassionandosi alle pagine di Haydn, Mozart (è in questo periodo che guadagnò l'appellativo di tedeschino), Palestrina e Cimarosa; sempre in quegli anni scrisse la sua prima opera (Demetrio e Polibio, che sarà rappresentata però soltanto nel 1812). A Bologna Rossini fu cantore all'Accademia filarmonica.

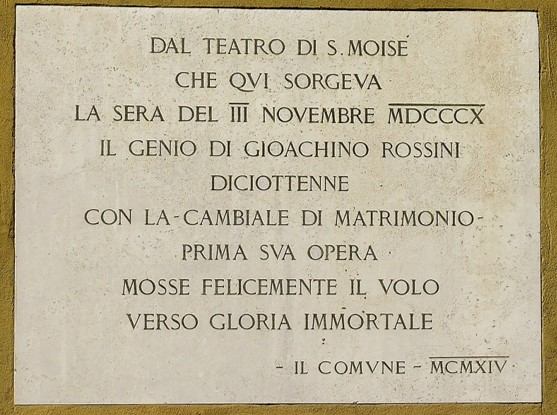
Rossini a Venezia

Trasferitosi a Napoli negli anni 1815-1822, si legò al soprano Isabella Colbran, primadonna dei teatri partenopei, maggiore di lui di otto anni, che sposò infine a Castenaso il 16 marzo 1822 e da cui si separò legalmente nel 1837. In realtà, i due coniugi vivevano separati già dal settembre 1830, dopodiché in novembre, Rossini partì definitivamente per Parigi, dove conobbe Olympe Pélissier che sposò nel 1846 (un anno dopo la morte della prima moglie).

### Carriera
Gioachino Rossini è stato ed è molto amato anche all'estero; sulla sua figura sono stati scritti molti libri e biografie. Celeberrima, anche se - a detta dello stesso Rossini e di molti biografi successivi (si veda sul punto, a esempio, il romanzo storico di Simona Baldelli "L'ultimo spartito di Rossini") - piuttosto inattendibile, è la Vita di Rossini scritta da Stendhal, quando il compositore aveva trentadue anni.
Si legge nella prefazione:
A neanche vent'anni tre sue opere erano già state rappresentate; un anno dopo saranno diventate dieci. L'esordio ufficiale sulle scene era avvenuto nel 1810 al Teatro San Moisè di Venezia con La cambiale di matrimonio.
Nei vent'anni successivi, Rossini compose una quarantina di opere, arrivando anche a presentarne al pubblico 4 o 5 in uno stesso anno; in occasione delle prime rappresentazioni dei suoi lavori, il pubblico italiano gli riservò accoglienze controverse. Si passò infatti da straordinari successi (La pietra del paragone, La gazza ladra, L'italiana in Algeri, Semiramide) ad accoglienze freddine e perfino a clamorosi insuccessi, tra i quali storico fu quello del Barbiere di Siviglia, in occasione della cui "prima" al Teatro Argentina di Roma, nel 1816, si verificarono tafferugli, causati con ogni probabilità dai detrattori di Rossini; l'opera ebbe comunque un grande successo pochi giorni più tardi. Sempre del 1816 è l'opera Otello.
Dal 1815 al 1822 Rossini fu direttore musicale del Teatro di San Carlo di Napoli.

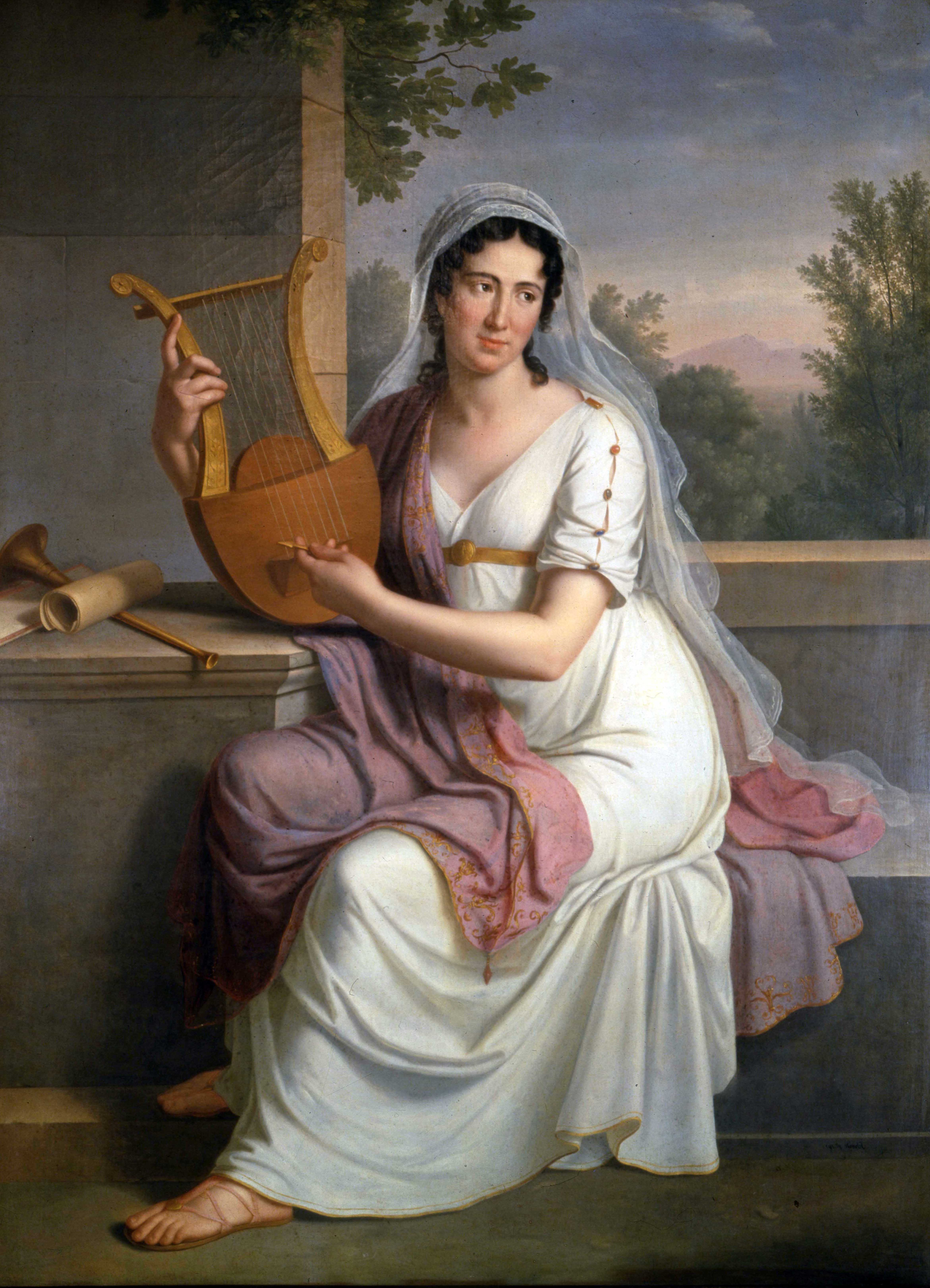
Isabella Colbran, prima donna del Teatro San Carlo, sposa Rossini nel 1822.

Semiramide (1823) fu l'ultima opera composta da Rossini per un teatro italiano. Dopo la sua rappresentazione il compositore si trasferì a Parigi, dove le sue opere furono accolte quasi sempre in modo trionfale. Il 1º dicembre 1824 Rossini diventò directeur de la musique et de la scène al Théâtre de la comédie italienne, con l'obbligo di comporre anche per l'Opéra. La prima opera composta nella capitale francese fu Il viaggio a Reims, eseguita in onore del re Carlo X il 19 giugno 1825 al Théatre italien, opera che – in quanto lavoro celebrativo – venne tolta dal repertorio, su richiesta dello stesso Rossini, dopo tre sole rappresentazioni. Una parte consistente della musica fu però riutilizzata in Le Comte Ory (20 agosto 1828), melodramma giocoso composto per l'Opéra. Nello stesso teatro Rossini concluse di lì a poco la sua carriera di operista con il Guglielmo Tell, capolavoro a cavallo tra classicismo e romanticismo andato in scena il 3 agosto 1829.
Abbandonato il teatro d'opera, Rossini entrò in una fase di crisi personale e creativa. Al 1831/1832 risalgono sei pezzi di uno Stabat Mater completato solo nel 1841: il successo di quest'opera regge il confronto con quelli ottenuti nel campo dell'opera lirica; ma la ridotta produzione nel periodo che va dal 1831 alla sua morte, avvenuta nel 1868, divide la sua biografia in due parti, quasi due vite distinte: la vita del trionfo veloce e immediato, e la lunga vita appartata e oziosa, nella quale i biografi hanno immortalato il compositore. Negli ultimi anni egli compose infatti solo pochissimi lavori, tra cui la memorabile Petite messe solennelle (1863).
Molti storici della musica si sono interrogati sulle cause del suo precoce ritiro dalle scene teatrali. Secondo alcuni, il motivo è da trovarsi nella Rivoluzione di luglio del 1830, che mise in crisi gli accordi già presi da Rossini coi teatri parigini (il Tell doveva essere la prima di cinque opere da comporre in dieci anni) e lo fa desistere dal comporre per il teatro. Secondo altri all'origine di questa inaspettata scelta vi fu l'incompatibilità tra Rossini e l'estetica romantica: infatti all'esaltazione della forza trascinante del sentimento e l'identificazione coi personaggi egli contrapponeva un settecentesco distacco razionale. Sono stati comunque rilevati i numerosi elementi romantici presenti all'interno del suo Guglielmo Tell, come il soggetto storico-patriottico (la lotta per l'indipendenza degli svizzeri dagli austriaci nel XIV secolo), l'utilizzo di elementi folcloristici (come l'inserimento nell'organico orchestrale dei richiami svizzeri per le vacche, o ranz des vaches), e la grande importanza affidata al coro. Quasi che Rossini, prima di uscire di scena, si fosse premurato di dimostrare che, se solo avesse voluto, avrebbe potuto dominare anche il trionfante nuovo stile romantico.

### Ultimi anni

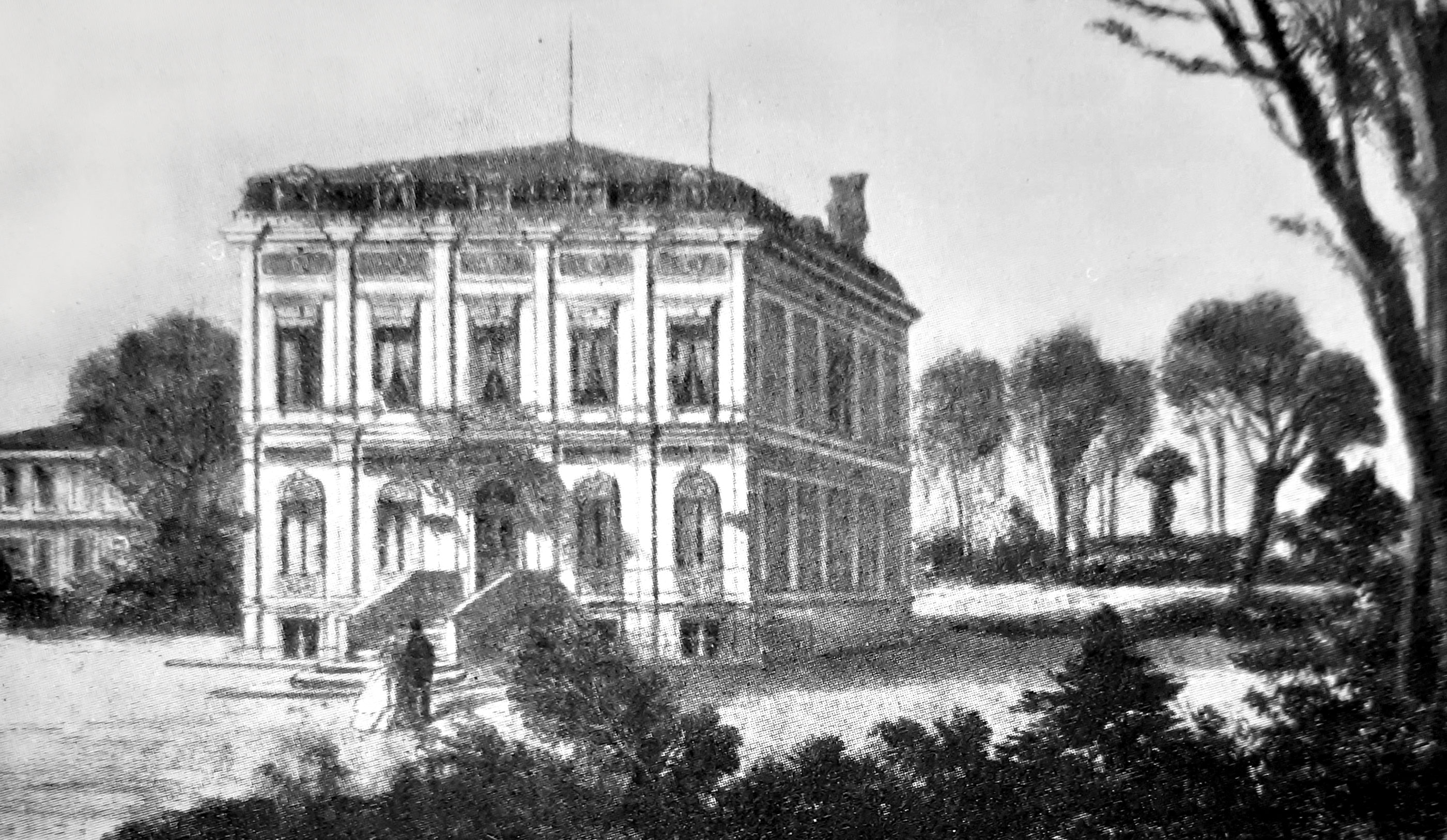
La villa Rossini a Passy, dove il maestro morì, in un disegno dell'epoca

Dopo lunghe diatribe giudiziarie che lo avevano opposto al nuovo governo francese salito al potere dopo la rivoluzione di luglio del 1830, Rossini decise alla fine, nel 1838, di ristabilirsi permanentemente a Bologna. Nel capoluogo emiliano rimase per una decina d'anni, ricevendo anche, nel 1839, l'incarico di "consulente perpetuo onorario" dell'allora Liceo filarmonico, che sarebbe divenuto poi, un secolo dopo, il Conservatorio della città.
Rossini, uomo dalle mille sfaccettature, è stato descritto dai numerosi biografi in molte maniere: ipocondriaco, umorale e collerico, preda di profonde crisi depressive, ma pure gioviale bon vivant, amante della buona tavola e delle belle donne; alcuni hanno ipotizzato che dietro alle sue stranezze psicologiche si nascondesse una nevrosi di tipo ossessivo-compulsivo o un disturbo dell'umore. Spesso è stato ritenuto afflitto da pigrizia, ma la sua produzione musicale, alla fine, si rivelerà incomparabile, sebbene non di rado arricchita da autoimprestiti di musica composta precedentemente.
Il 15 marzo 1847 Rossini ottenne dalla Repubblica di San Marino il titolo di nobile e venne altresì proposto, il 10 dicembre 1857, per l'ascrizione al patriziato della città di Lugo.

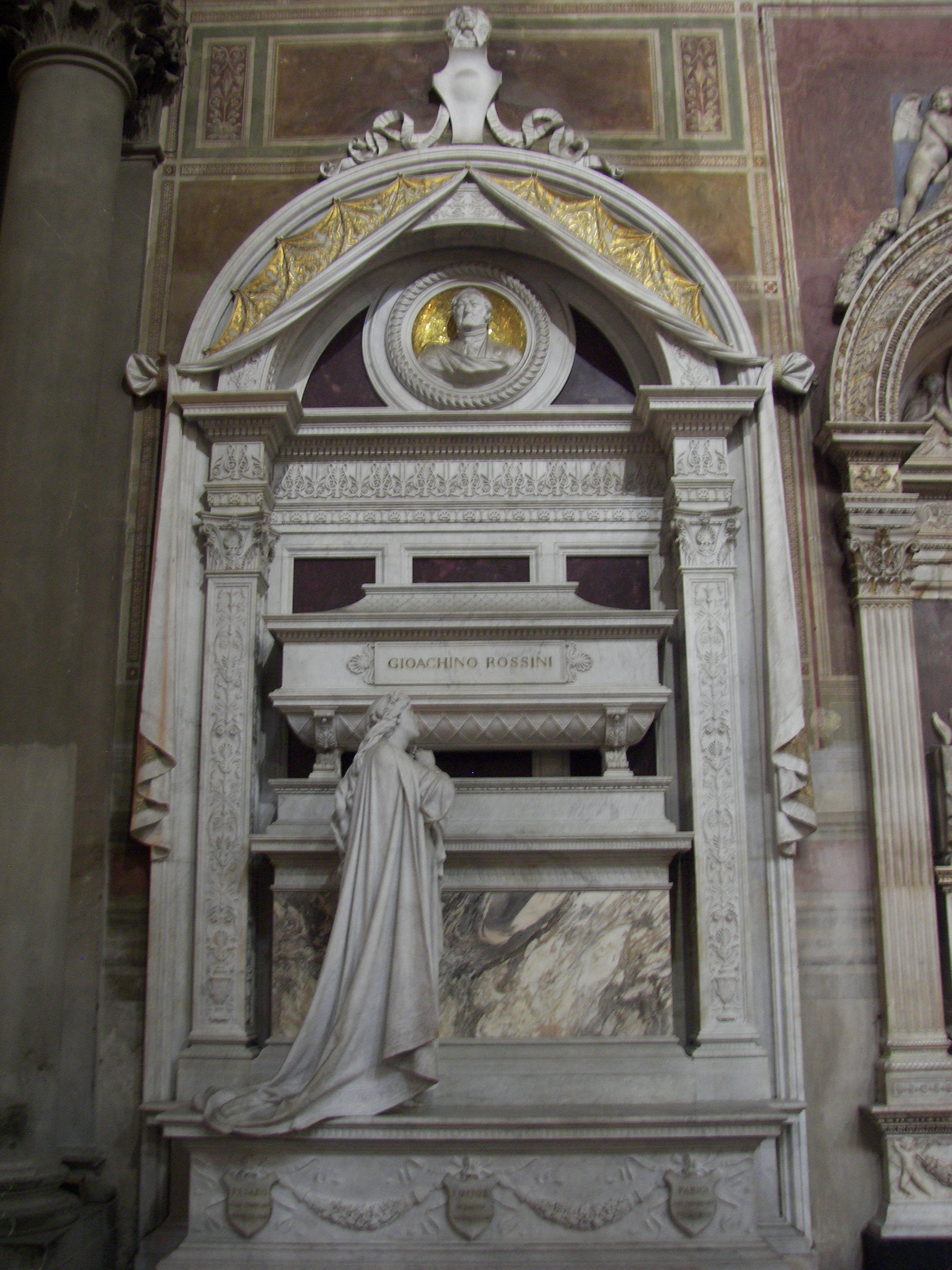
La tomba definitiva di Rossini nella Basilica di Santa Croce a Firenze. Monumento funebre di Giuseppe Cassioli

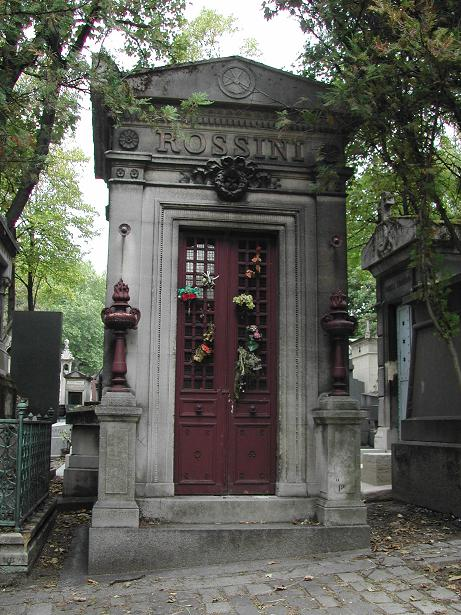
La cappella del Cimitero di Père-Lachaise a Parigi, dove le spoglie di Rossini riposarono fino al 1887.

Rossini smise di comporre per il teatro lirico all'età di trentasette anni, dopo il Guglielmo Tell, ritirandosi a vita privata. Nonostante ciò continuò fino all'ultimo a comporre musica, per sé, per Olympe Pélissier (sposata in seconde nozze nel 1846, dopo la morte della Colbran) e per gli amici.

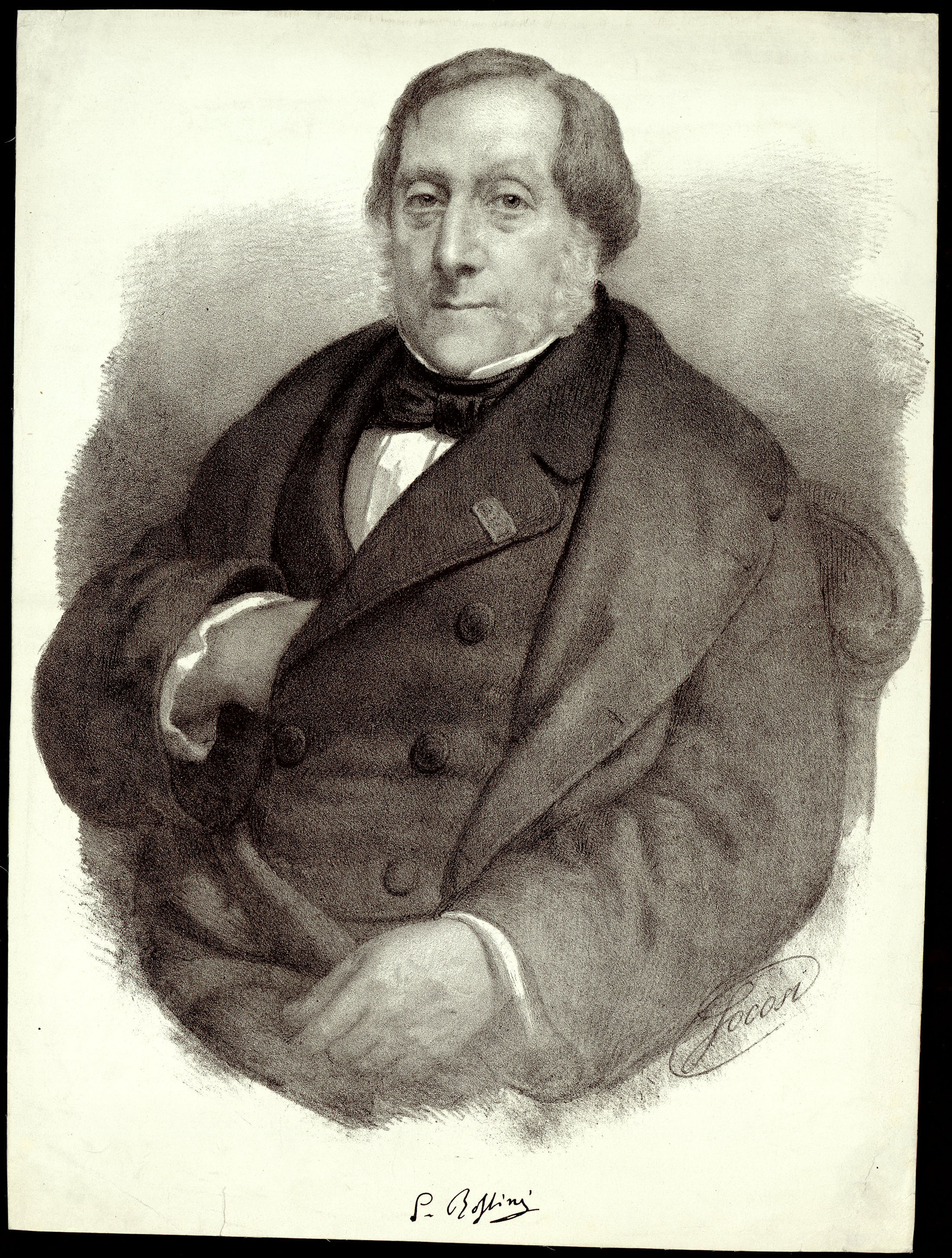
Ritratto di Gioachino Rossini, compositore (1792-1868), prima del 1885.

Tra le ultime opere composte si ricordano la versione definitiva dello Stabat Mater (1841, con prima esecuzione a Parigi, 7 gennaio 1842) e innumerevoli brani di musica da camera, sonate e composizioni per pianoforte solo o con voce solista, come le Soirées musicales, pubblicate nel 1835. Nella produzione dell'ultimo Rossini ci sarà inoltre spazio anche per quelli che egli stesso definì autoironicamente i suoi Péchés de vieillesse, "semplici senili debolezze".
Nel 1859 lo Stato Pontificio cominciò a venire annesso dall'esercito sabaudo a partire dalla Legazione delle Romagne. Rossini, che già nel corso della precedente rivoluzione nazionale (1848-1849) aveva ritenuto più prudente lasciare Bologna per Firenze, si stabilì definitivamente a Parigi. Nella capitale francese realizzò l'ultima sua composizione di rilievo, la Petite messe solennelle (1863) per dodici cantori (tra uomini, donne e castrati), due pianoforti e armonium, che Rossini si risolse ad orchestrare poco prima di morire, nel timore che altrimenti poi lo avrebbe fatto qualcun altro. Di questa versione, tuttavia, finché visse, non consentì mai l'esecuzione neppure in privato, mentre la versione originale fu rappresentata nel 1864 presso la villa di una nobildonna parigina, alla presenza di un limitatissimo numero di amici e conoscenti, tra cui i più grandi musicisti operanti all'epoca nella capitale francese.
Rossini morì dopo aver lungamente combattuto contro un cancro al retto, inutilmente trattato con due interventi chirurgici (che causarono, tra l'altro, una devastante infezione), nella sua villa di Passy, presso Parigi, il 13 novembre 1868, poco prima del suo 76º compleanno. Le spoglie furono tumulate nel cimitero parigino di Père Lachaise, per essere poi traslate in Italia nel 1887, nove anni dopo la morte della Pélissier, su iniziativa del governo italiano, e riposare definitivamente nella Basilica di Santa Croce, a Firenze. Il monumento funebre, realizzato da Giuseppe Cassioli, fu inaugurato nel 1900.
A parte alcuni legati a titolo individuale in favore della moglie e di alcuni parenti, Rossini nominò erede universale delle sue ingenti fortune il Comune di Pesaro, pur conservando, vita natural durante, alla consorte l'usufrutto sul tutto. Egli costituiva anche un fondo, con una rendita annuale di seimila franchi, destinato a finanziare due borse di studio annuali specificamente destinate a musicisti e librettisti francesi, scrivendo: «Ho desiderato di lasciare in Francia, dalla quale ebbi una così benevola accoglienza, questa testimonianza della mia gratitudine e del desiderio di veder perfezionata un'arte alla quale ho consacrata la mia vita.» Nel rispetto del vincolo tassativamente fissato dal compositore, l'asse ereditario fu poi utilizzato per l'istituzione di un Liceo Musicale cittadino a Pesaro. Quando, nel 1940, il liceo fu «regificato» (statalizzato) e divenne il Conservatorio Statale di Musica Gioachino Rossini, l'Ente Morale a cui erano state conferite proprietà e gestione dell'asse ereditario rossiniano fu trasformato nella Fondazione Rossini. Finalità della Fondazione, che è tuttora in piena attività, sono: il sostegno dell'attività del Conservatorio, lo studio e la diffusione nel mondo della figura, della memoria e delle opere del maestro pesarese. La Fondazione ha collaborato, fin dagli inizi, con il Rossini Opera Festival e ha concorso in misura significativa a predisporre gli strumenti culturali (le "edizioni critiche" delle opere rossiniane) che sono stati alla base della Rossini-renaissance dell'ultimo trentennio del Novecento.

## Il "Rinascimento rossiniano"

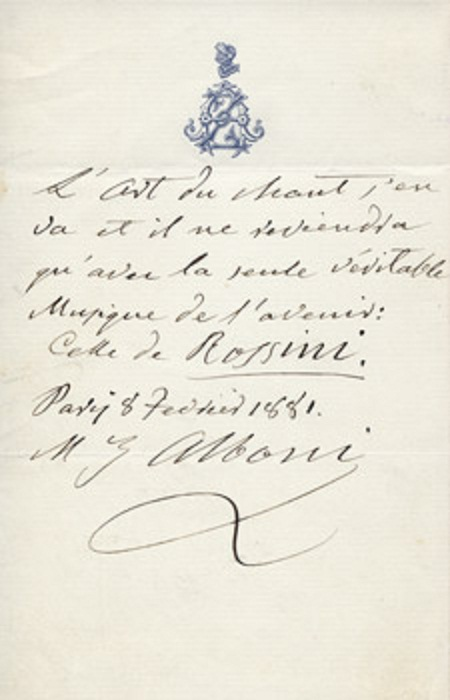
Preveggente nota autografa del contralto Marietta Alboni, allieva e amica di Rossini, sull'arte del maestro.
Il testo in francese recita:
«L'Arte del canto se ne va e ritornerà soltanto con l'unica autentica Musica dell'avvenire: Quella di Rossini. Parigi, 8 febbraio 1881»
(segue la firma)

Una prima fase della Rossini-renaissance prese l'avvio dagli anni quaranta-cinquanta ad opera di Vittorio Gui, che ripropose esecuzioni di opere di Rossini poco eseguite o dimenticate sulla base del proprio studio diretto sulle partiture autografe. A ciò va aggiunta, sulle medesime basi di conoscenza degli autografi, la sua interpretazione del Barbiere di Siviglia nelle tonalità originali e con la strumentazione originale (sistro, chitarra, ottavini) a Firenze nel 1942 e poi in varie sedi sino al Glyndebourne Festival Opera e alla registrazione con la EMI nel 1962.
A partire dagli anni settanta, poi, è andata prendendo campo, nel quadro di un'ulteriore rivalutazione delle opere del compositore pesarese (e in particolare dei suoi melodrammi seri), una generale riscoperta della produzione operistica rossiniana, basata sulle edizioni critiche delle partiture per mano di Alberto Zedda, Philip Gossett e tanti altri. Tale riscoperta è stata vivificata dalle interpretazioni di Claudio Abbado del Barbiere di Siviglia (Salisburgo 1968), della Cenerentola, dell'Italiana in Algeri e del Viaggio a Reims. Quando si parla di Rossini-renaissance si allude oggi generalmente a questa seconda fase.
I suoi capolavori, alcuni dei quali già riportati in auge un paio di decenni prima nell'interpretazione di Maria Callas (Il turco in Italia, Armida), sia pure sulla base di edizioni non filologiche delle partiture, sono rientrati ormai in repertorio e vengono rappresentati dai maggiori teatri lirici del mondo.
A Pesaro viene organizzato annualmente il Rossini Opera Festival: appassionati da tutto il mondo giungono appositamente per ascoltare opere del maestro che sono eseguite utilizzando le edizioni critiche delle partiture.

## Le ricette del Rossinibon vivant
Rossini era un amante della buona cucina. Sin da bambino – secondo i suoi biografi – avrebbe fatto il chierichetto essenzialmente per poter bere le ultime gocce del vino contenuto nelle ampolline della messa. Ma, lo si capisce facilmente, questa asserzione – pure riportata in passato – ha il sapore della leggenda che, nel tempo, si è costruita attorno a un personaggio sicuramente dalle molte sfaccettature e ricco di ironica originalità.
Alcune delle frasi che gli vengono attribuite e che, per questo aspetto, meglio lo definiscono sono «L'appetito è per lo stomaco quello che l'amore è per il cuore»; «Non conosco un lavoro migliore del mangiare»; «Per mangiare un tacchino dobbiamo essere almeno in due: io e il tacchino»; «Mangiare, amare, cantare e digerire sono i quattro atti di quell'opera comica che è la vita».
Il compositore era spesso alla ricerca di prodotti di ottima qualità che si faceva giungere da diversi luoghi: da Gorgonzola l'omonimo formaggio, da Milano il panettone, ecc.
Era anche grande amico di Antonin Carême, uno dei più famosi chef dell'epoca, il quale gli dedicò parecchie delle sue ricette; al che Rossini contraccambiò dedicando proprie composizioni musicali al grande cuoco.
Una delle ricette che Rossini amava di più era la vinaigrette che aveva personalmente ideato, composta da olio di Provenza, senape inglese, aceto francese, succo di limone, pepe, sale e tartufo.
Durante la visita di Richard Wagner nella sua villa di Passy, è stato narrato che Rossini si alzasse dalla sedia durante la conversazione quattro o cinque volte per poi tornare a sedersi dopo pochi minuti. Alla richiesta di spiegazioni da parte di Wagner, Rossini rispose: «Mi perdoni, ma ho sul fuoco una lombata di capriolo. Dev'essere innaffiata di continuo».
Nel libro Con sette note, di Edoardo Mottini, è scritto che un ammiratore – vedendolo così allegro e pacifico – chiese al maestro se egli non avesse mai pianto in vita sua: «Sì», gli rispose Rossini, «una sera, in barca, sul lago di Como. Si stava per cenare e io maneggiavo uno stupendo tacchino farcito di tartufi. Quella volta ho pianto proprio di gusto: il tacchino mi è sfuggito ed è caduto nel lago!».
Della passione culinaria di Rossini restano varie ricette, nelle quali compare sempre il tartufo d'Alba, o forse, meglio, di Acqualagna, viste le origini del Maestro, e, tra queste, i maccheroni alla Rossini, ripassati in padella col tartufo, e i tournedos alla Rossini, cuori di filetto di manzo cucinati al sangue, poi coperti con foie gras e guarniti col tartufo.

## Stile musicale
Lo stile musicale di Rossini è caratterizzato innanzitutto dall'estrema brillantezza ritmica. Molte delle sue pagine più note sono caratterizzate da una sorta di frenesia, che segna uno stacco netto rispetto allo stile degli operisti del Settecento, dai quali pure egli ricavò stilemi e convenzioni formali. La meccanicità di alcuni procedimenti, tra cui il famoso «crescendo rossiniano», donano alla sua musica un tratto surreale, quando non addirittura folle, che si combina perfettamente con il teatro comico, ma offre esiti altrettanto interessanti, e originali, a contatto con soggetti tragici. La sua musica è eminentemente belcantistica.
Oltre a tale frenesia ritmica, bisogna poi ricordare la fresca invenzione melodica, la cura per l'orchestrazione e l'attenzione per i particolari armonici (cosa che indusse i suoi compagni di liceo a chiamarlo "Tedeschino"), unite ad una straordinaria politezza di segno e ad una strumentazione chiara e luminosa nelle opere buffe, malinconica e inquietante nelle opere serie.
La perfetta padronanza del linguaggio sinfonico e contrappuntistico (appreso in gioventù alla scuola di Stanislao Mattei e sulle partiture di Mozart e Haydn) consente al Rossini operista di giocare le sue carte migliori non solo e forse non tanto nelle arie, quanto nelle celebri sinfonie e nei concertati.
Le opere di Rossini sono solitamente divise in due atti: il primo è più lungo, ampio e complesso, e comprende un finale che occupa quasi un terzo dell'atto stesso: nel finale primo quindi si raggiunge il punto di massima complicazione dell'intreccio e di massima elaborazione formale. Il secondo atto invece è più breve e ha carattere liberatorio. Il tutto poi è tenuto insieme da un'architettura musicale possente, ricavata da una concezione classica del teatro d'opera.
Fu poi il primo a scrivere per esteso le fioriture dei cantanti.
Il passaggio dall'Italia a Parigi segna tuttavia uno stacco sensibile nel linguaggio musicale e teatrale di Rossini. Le ultime due opere, Le Comte Ory e Guillaume Tell, in lingua francese, presentano una libertà formale e una ricchezza timbrica del tutto nuove, e si aprono per molti versi alla sensibilità più autentica del romanticismo; la seconda sviluppa tematiche di stampo nazionalistico, inconsuete per un uomo così legato, per indole pacifica e tranquilla, all'ordine imposto dalla Restaurazione.

## Onorificenze

### Onorificenze italiane
Cavaliere dell'Ordine Civile di Savoia 

## Composizioni

### Opere liriche
Tra parentesi luogo e data della prima rappresentazione
- Demetrio e Polibio (composta dall'autore tra il 1806 e il 1808 ma rappresentata al Teatro Valle, Roma, il 18 maggio 1812)
- La cambiale di matrimonio (Teatro San Moisè, Venezia, 3 novembre 1810, sua prima opera rappresentata)
- L'equivoco stravagante (Teatro del Corso, Bologna, 26 ottobre 1811)
- L'inganno felice (Teatro San Moisè, Venezia 8 gennaio 1812)
- Ciro in Babilonia, o sia La caduta di Baldassare (Teatro comunale, Ferrara, 14 marzo 1812)
- La scala di seta (Teatro San Moisè, Venezia, 9 maggio 1812)
- La pietra del paragone (Teatro alla Scala, Milano, 26 settembre 1812)
- L'occasione fa il ladro, ossia Il cambio della valigia (Teatro San Moisè, Venezia, 24 novembre 1812)
- Il signor Bruschino, ossia Il figlio per azzardo (Teatro San Moisè, Venezia, 27 gennaio 1813)
- Tancredi (Gran Teatro La Fenice, Venezia, 6 febbraio 1813)
- L'italiana in Algeri (Teatro San Benedetto, Venezia, 22 maggio 1813)
- Aureliano in Palmira (Teatro alla Scala, Milano, 26 dicembre 1813)
- Il turco in Italia (Teatro alla Scala, Milano, 14 agosto 1814)
- Sigismondo (Teatro La Fenice, Venezia, 26 dicembre 1814)
- Elisabetta, regina d'Inghilterra (Teatro di San Carlo, Napoli, 4 ottobre 1815)
- Torvaldo e Dorliska (Teatro Valle, Roma 26 dicembre 1815)
- Il barbiere di Siviglia (Teatro Argentina, Roma, 20 febbraio 1816, col titolo Almaviva, o sia l'inutile precauzione)
- La gazzetta (Teatro dei Fiorentini, Napoli, 26 settembre 1816)
- Otello, ossia Il moro di Venezia (Teatro del Fondo, Napoli, 4 dicembre 1816)
- La Cenerentola, ossia La bontà in trionfo (Teatro Valle, Roma, 25 gennaio 1817)
- La gazza ladra (Teatro alla Scala, Milano, 31 maggio 1817)
- Armida (Teatro San Carlo, Napoli, 9 novembre 1817)
- Adelaide di Borgogna (Teatro Argentina, Roma, 27 dicembre 1817)
- Mosè in Egitto (Teatro San Carlo, Napoli, 5 marzo 1818)
- Adina (Teatro Reale São Carlos, Lisbona, 22 giugno 1826, composta nel 1818)
- Ricciardo e Zoraide (Teatro San Carlo, Napoli, 3 dicembre 1818)
- Ermione (Teatro San Carlo, Napoli, 27 marzo 1819)
- Eduardo e Cristina (Teatro San Benedetto, Venezia, 24 aprile 1819)
- La donna del lago (Teatro San Carlo, Napoli, 24 ottobre 1819)
- Bianca e Falliero, o sia Il consiglio dei Tre (Teatro alla Scala, Milano, 26 dicembre 1819)
- Maometto secondo (Teatro San Carlo, Napoli, 3 dicembre 1820)
- Matilde di Shabran, o sia Bellezza e cuor di ferro (Teatro Apollo, Roma, 24 febbraio 1821)
- Zelmira (Teatro San Carlo, Napoli, 16 febbraio 1822)
- Semiramide (Teatro La Fenice, Venezia, 3 febbraio 1823)
- Il viaggio a Reims, ossia L'albergo del giglio d'oro (Théâtre des Italiens, Parigi, 19 giugno 1825)
- Le siège de Corinthe, rifacimento di Maometto secondo (Académie Royale de Musique (Opéra), Parigi, 9 ottobre 1826)
- Moïse et Pharaon, ou Le passage de la Mer Rouge, rifacimento di Mosè in Egitto (Académie Royale de Musique (Opéra), Parigi, 26 marzo 1827)
- Le Comte Ory (Académie Royale de Musique (Opéra), Parigi, 20 agosto 1828)
- Guillaume Tell (Académie Royale de Musique (Opéra), Parigi, 3 agosto 1829)

#### Opere con musica perduta
- Ugo, Re d'Italia (progettata a Londra nel 1824, forse ne compose un atto - perduta)

#### Centoni
- Ivanhoé (Teatro dell'Odéon, Parigi 15 settembre 1826)
- L'ape musicale (Park Theatre, New York 1830, centone su musiche di vari autori in cui prevalgono i brani presi da Rossini)
- Robert Bruce (Académie Royale de Musique (Opéra), Parigi 3 dicembre 1846)

### Musiche di scena
- Edipo a Colono, 1817: musiche per basso, coro maschile e orchestra per l'Edipo a Colono di Sofocle nella traduzione fattane da Giambattista Giusti

### Cantate
- Il pianto d'Armonia sulla morte di Orfeo (1808)
- La morte di Didone (forse 1811 eseguita nel 1818)
- Dalle quiete e pallid'ombre (1812)
- Egle ed Irene (1814) conosciuta anche come Non posso, oh Dio, resistere
- L'Aurora (1815)
- Pel faustissimo giorno natalizio di Sua Maestà il Re Ferdinando IV, nostro augusto sovrano (detta anche Giunone, prima esecuzione 1816)[33]
- Le nozze di Teti, e di Peleo (prima esecuzione 1816)
- Omaggio umiliato a Sua Maestà dagli artisti del Real Teatro S. Carlo, in occasione di essere per la prima volta la M.S. intervenuta in detto Real Teatro dopo la sua felicissima guarigione (prima esecuzione 1819)
- Cantata da eseguirsi la sera del dì 9 maggio 1819 in occasione che Sua Maestà Cesarea Reale ed Apostolica Francesco Imperatore d'Austria ec. ec. ec. onora per la prima volta di sua augusta presenza il Teatro (prima esecuzione 1819)[34]
- La riconoscenza (prima esecuzione 1821). La cantata, testo di Giulio Genoino fu eseguita per la prima volta in forma privata nel palazzo del principe Antonio Capece Minutolo a Napoli con Giovanni Battista Rubini e Michele Benedetti, e fu poi ripresa al Teatro San Carlo[35]
- La Santa Alleanza (Arena di Verona, 24 novembre 1822 - Musica perduta)
- Il vero omaggio (Teatro Filarmonico di Verona, 3 dicembre 1822)
- Omaggio pastorale (1823)
- Il pianto delle Muse in morte di Lord Byron (1824)
- Cantata per il battesimo del figlio del banchiere Aguado (1827)
- Giovanna D'Arco (1832)
- Cantata in onore del Sommo Pontefice Pio Nono (composta 1846, prima esecuzione 01/01/1847)

### Inni e cori
- Inno dell'Indipendenza: ("Sorgi, Italia, venuta è già l'ora") (1815)
- De l'Italie et de la France (1825)
- Coro in onore del Marchese Sampieri (1830)
- Coro per il terzo centenario della nascita del Tasso ("Santo Genio de l'itala terra") (1844)
- Grido di esultazione riconoscente al Sommo Pontefice Pio IX ("Su fratelli, letizia si canti") (1846)
- Coro delle Guardia Civica di Bologna ("Segna Iddio né suoi confini") (1848)
- Inno alla Pace ("È foriera la Pace ai mortali") (1850)[36]
- Hymne à Napoléon III et à son Vaillant Peuple ("Dieu tout puissant") (1867)

### Musica sacra
- Messa (Bologna 1808)
- Messa (Ravenna 1808)
- Messa (Rimini 1809) (di dubbia autenticità)
- Messa (Lugo primi anni dell'Ottocento)
- Laudamus
- Quoniam (1813)
- Miserere
- Messa di Gloria, Napoli 1820
- Preghiera ("Deh tu pietoso cielo") (probabilmente 1820)
- Tantum ergo (1824)
- Stabat Mater (1831/41)
- Trois chœures religieux: La Foi, L'Espérance, La Charité (1844)
- Tantum ergo (1847)
- O salutaris hostia (1857)
- Laus Deo (1861)
- Petite messe solennelle (1863)
- Dixit Dominus dubbia autenticità.

### Musica vocale
- Se il vuol la molinara (1801)
- Dolce aurette che spirate (1810)
- La mia pace io già perdei (1812)
- Qual voce, quai note (1813)
- Alla voce della gloria (1813)
- Amore mi assisti
- Pezzi per il Quinto Fabio (1817)
- Il Trovatore ("Chi m'ascolta il canto usato") (probabilmente 1818)
- Il Carnevale di Venezia ("Siamo ciechi, siamo nati") (1821)
- Beltà crudele ("Amori scendete propizi al mio cuore") (1821)
- Canzonetta spagnuola ("En medio a mis colores" o "Piangea un dì pensando") (1821)
- Infelice ch'io son (1821)
- Addio ai viennesi ("Da voi parto, amate sponde") (1822)
- Dall'oriente l'astro del giorno (1824)
- Ridiamo, cantiamo che tutto sen va (1824)
- In giorno sì bello
- Tre quartetti da camera
- Les adieux à Rome ("Rome pour la dernière fois")
- Orage et beau temps ("Sur le flots incostants") (1829-30)
- La passeggiata (Anacreontica) ("Or che di fior adorno") (1831)
- La dichiarazione ("Ch'io mai vi possa lasciar d'amare") (probabilmente 1834)
- Soirées musicales Collezione di 8 ariette e 4 duetti. (1830-1835)
- Deux nocturnes (1835 circa)
- Nizza ("Nizza, je puis sans peine") (1836 circa)
- L'ame délaissée ("Mon bien aimé") (probabilmente 1844)
- Inno popolare a Pio IX (1846)
- Francesca da Rimini ("Farò come colui che piange e dice") (1848)
- La separazione ("Muto rimase il labbro") (probabilmente 1857)
- Deux nouvelles compositions (circa 1861)

### Musica strumentale
- Sei sonate a quattro (1804)
- Duetti per corno
- Sinfonia in Re maggiore (1808)
- Sinfonia in Mi bemolle maggiore (1809)
- Variazioni in Fa maggiore a più strumenti obbligati (1809)
- Variazioni in Do maggiore per clarinetto obbligato e orchestra (1809)
- Andante e tema con variazioni per clarinetto (probabilmente 1812)
- Andante e tema con variazioni per arpa e violino (probabilmente 1815-22)
- Passo doppio per banda militare (1822)
- Valzer in Mi bemolle maggiore (1823)
- Serenata (1823)
- Duetto per violoncello e contrabbasso (1824)
- Rendez-vous de chasse (1828)
- Fantasia per clarinetto e pianoforte  (1829)
- Mariage de S.A.R. le Duc d'Orléans; Trois marches militaires (1837)
- Scherzo per pianoforte, in la minore (1843 e 1850)
- Tema originale di Rossini variato per violino da Giovacchino Giovacchini (1845)
- Marcia (pas-redoublé) (1852)
- Thème de Rossini suivi de deux variations et coda par Moscheles Pere (1860)
- La Corona d'Italia (1868)

### Péchés de vieillesse
I cosiddetti Péchés de vieillesse sono costituiti da una raccolta di vari pezzi distribuiti in 14 volumi:
- Volume I - Album italiano
- Volume II - Album français
- Volume III - Morceaux réservés
- Volume IV - Quatre hors-d'œuvre et quatre mendiants
- Volume V - Album pour les enfants adolescents
- Volume VI - Album pour les enfants dégourdis
- Volume VII - Album de chaumière
- Volume VIII - Album de château
- Volume IX - Album pour piano, violon, violoncelle, harmonium et cor
- Volume X - Miscellanées pour piano
- Volume XI - Miscellanées de musique vocale
- Volume XII - Quelques riens pour album
- Volume XIII - Musique anodine
- Volume XIV - Altri péchés de vieillesse

## Filmografia
- Rossini - film di Mario Bonnard (1942)
- Rossini! Rossini! - film di Mario Monicelli con Sergio Castellitto e Philippe Noiret (1991)